# Fléac-sur-Seugne

Fléac-sur-Seugne este o comună în departamentul Charente-Maritime, Franța. În 1 ianuarie 2022 avea o populație de 361 de locuitori.